# Jõeküla (Järva)
Jõeküla (Duits: Joeküll) is een plaats in de Estlandse gemeente Järva, provincie Järvamaa. De plaats heeft de status van dorp (Estisch: küla).
Tot in oktober 2017 behoorde Jõeküla tot de gemeente Koeru. In die maand ging Koeru op in de fusiegemeente Järva.

## Bevolking
In 2010 had Jõeküla één inwoner, in 2011 was het inwonertal teruggelopen tot 0. De volkstelling van 2021 geeft voor Jõeküla geen resultaat.

## Ligging
Het dorp ligt aan de rivier Põltsamaa, die hier de grens vormt tussen de provincies Järvamaa en Jõgevamaa. Ook ligt het dorp aan de zuidrand van het Natuurreservaat Endla.

## Geschiedenis
Jõeküla werd in 1569 voor het eerst genoemd onder de naam Jege als dorp (en molen) op het landgoed van Kaltenborn (Norra). In 1586 werd het genoemd onder de naam Joeküll. De naam betekent ‘dorp aan de rivier’. Die rivier is de Põltsamaa.
Tussen 1977 en 1998 maakte Jõeküla deel uit van het buurdorp Norra.

## Foto's

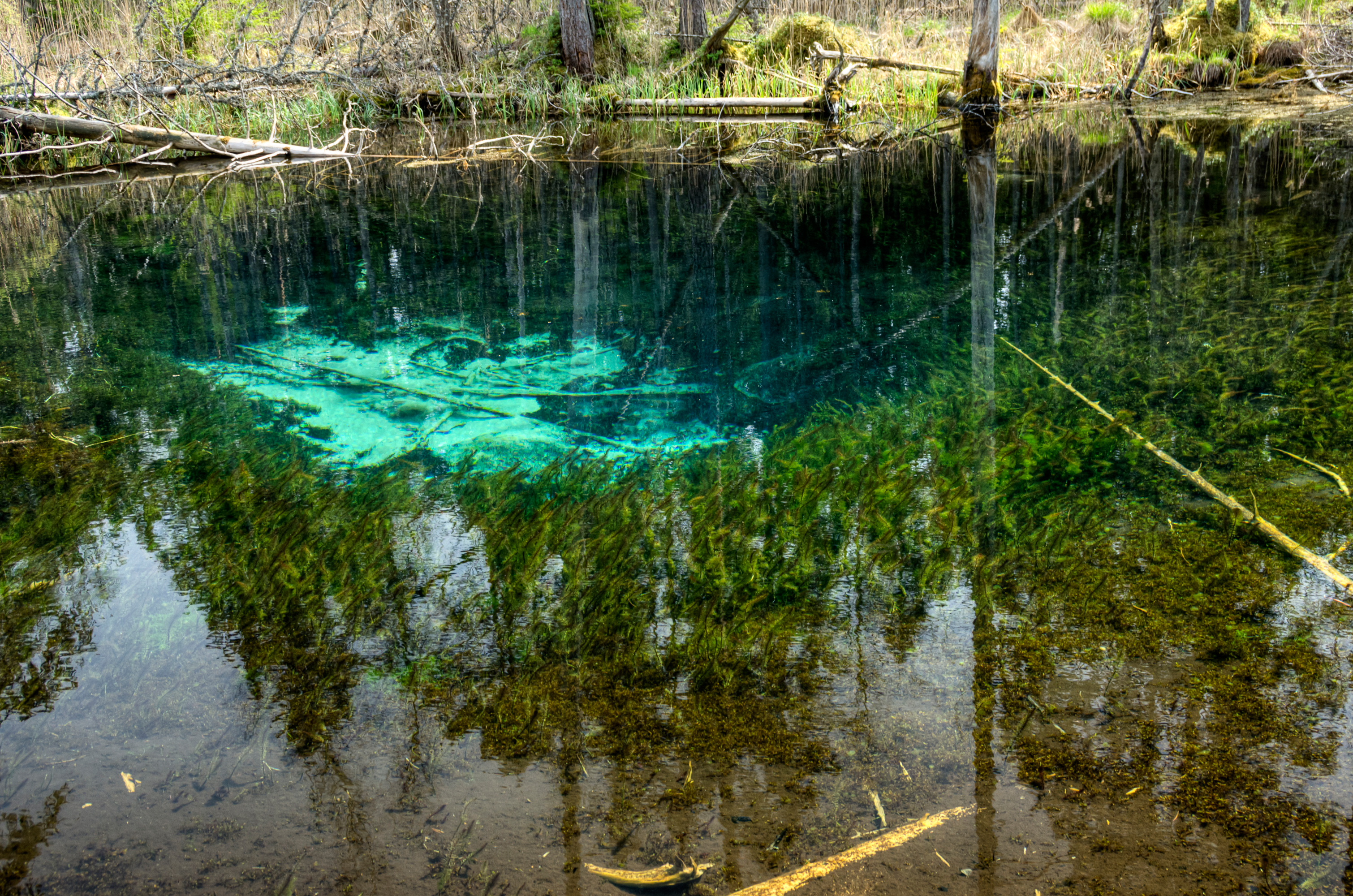
De bron Vilbaste in het Natuurreservaat Endla
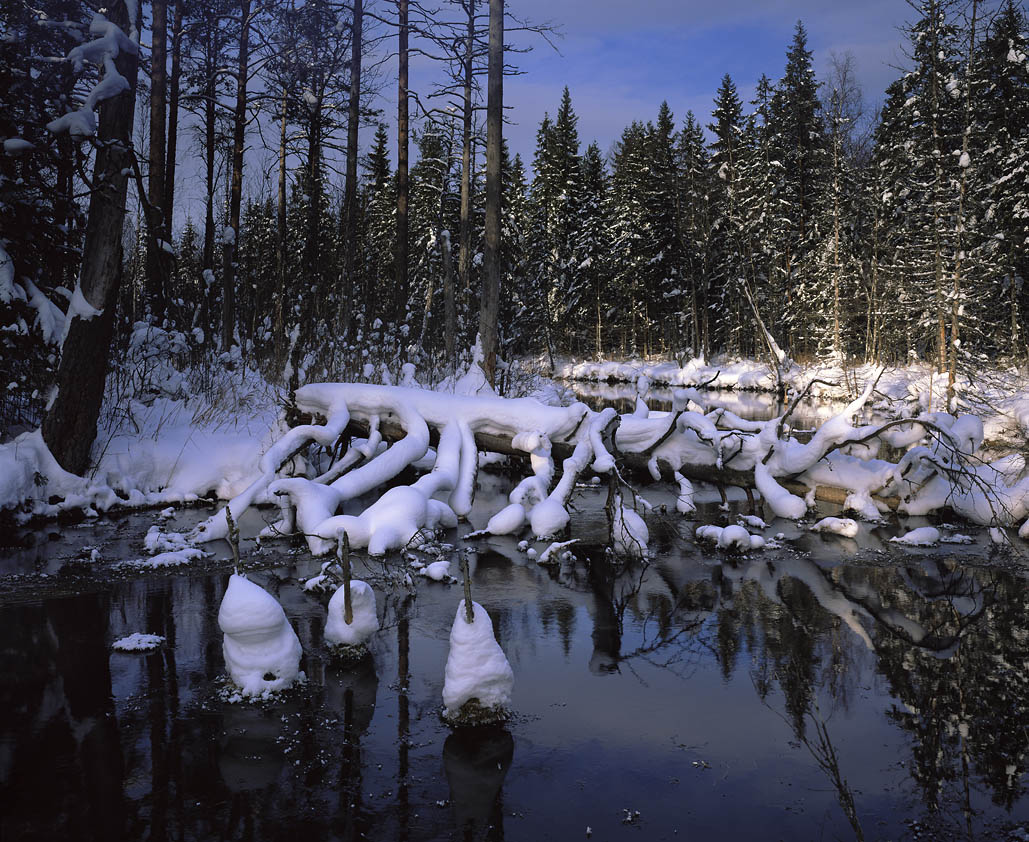
De beek Võlingi in de winter
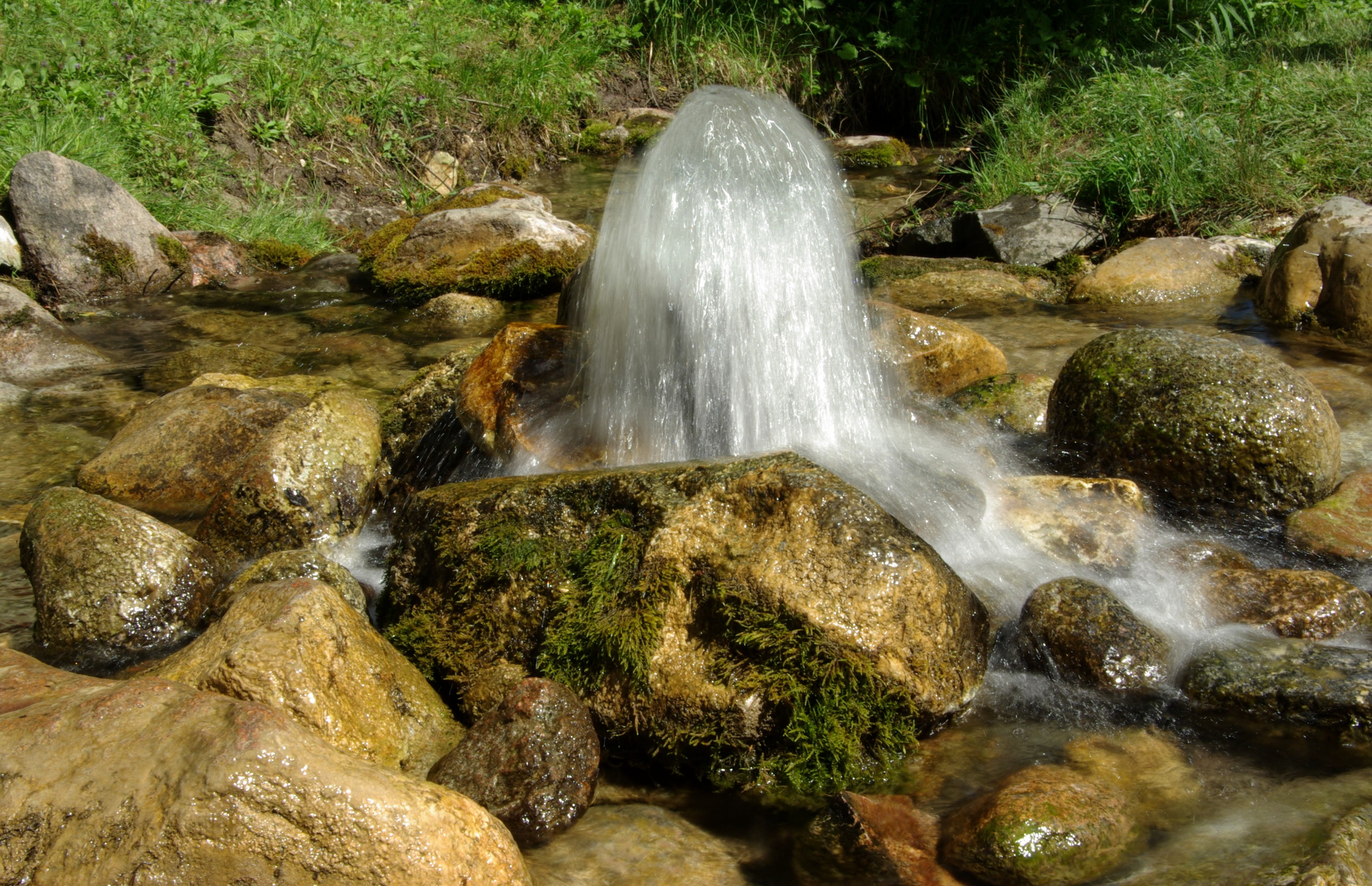
De bron Purskav
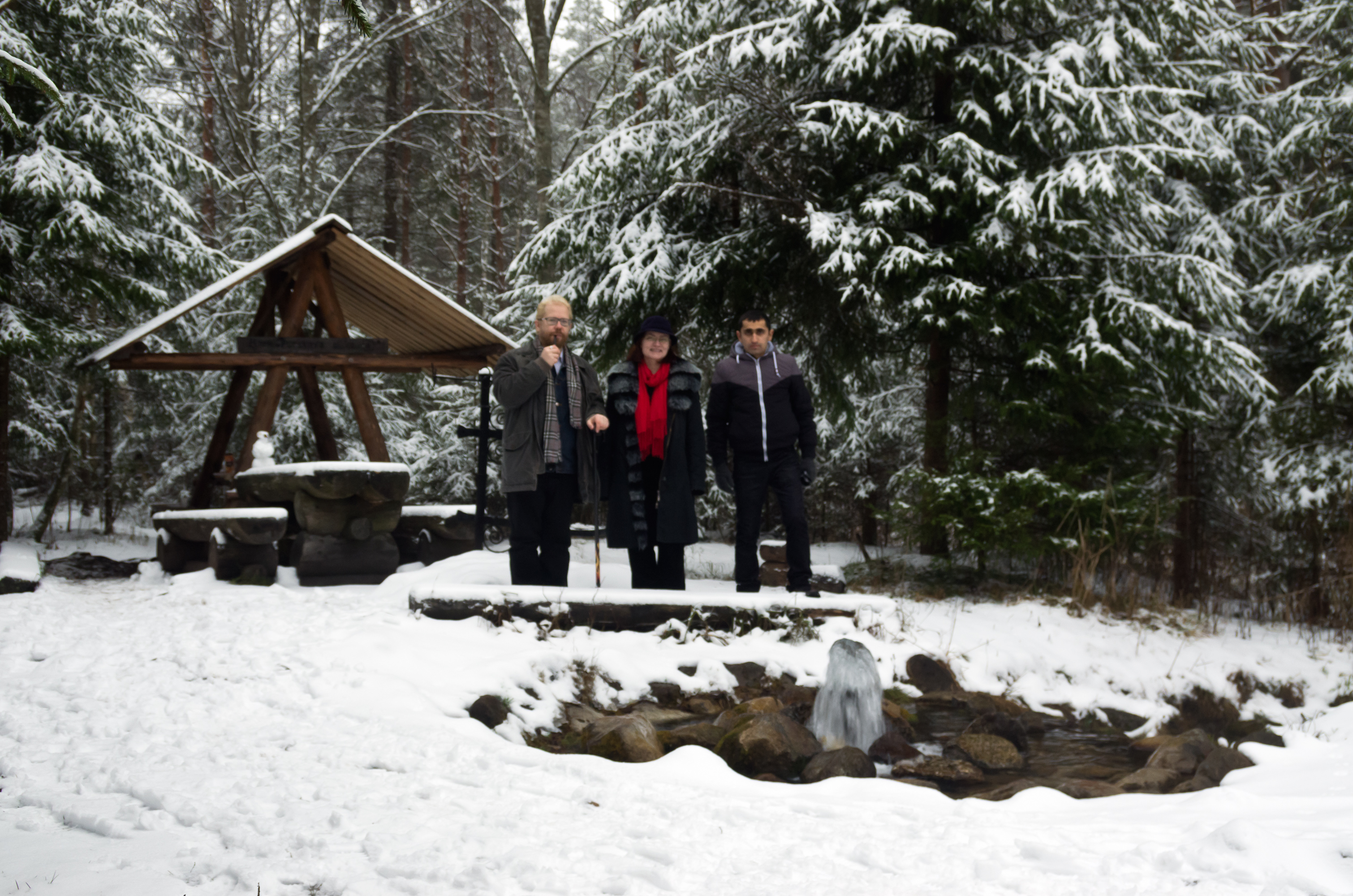
Wikipedianen bij de bron Purskav
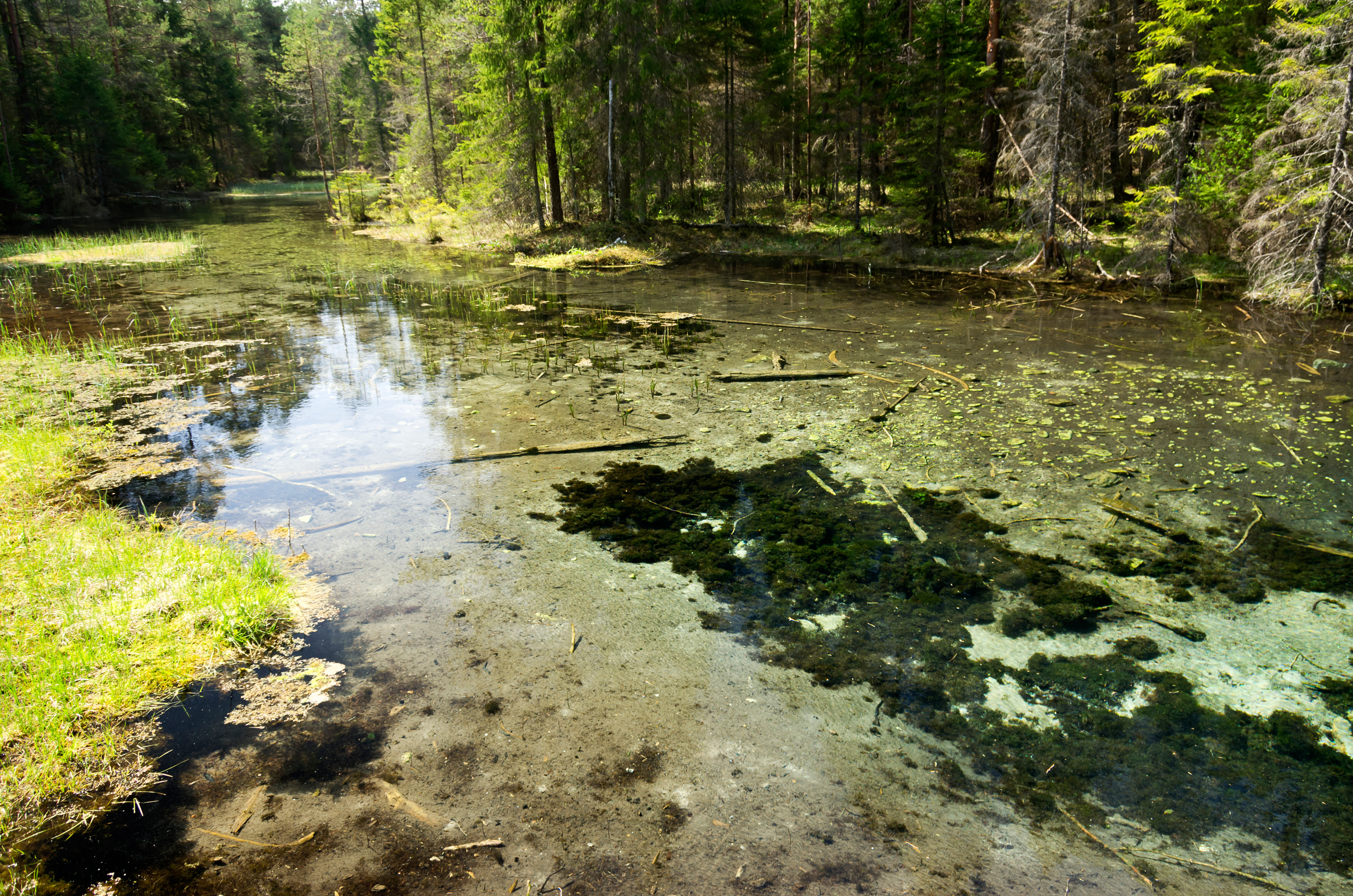
Het meertje Oostriku järvik
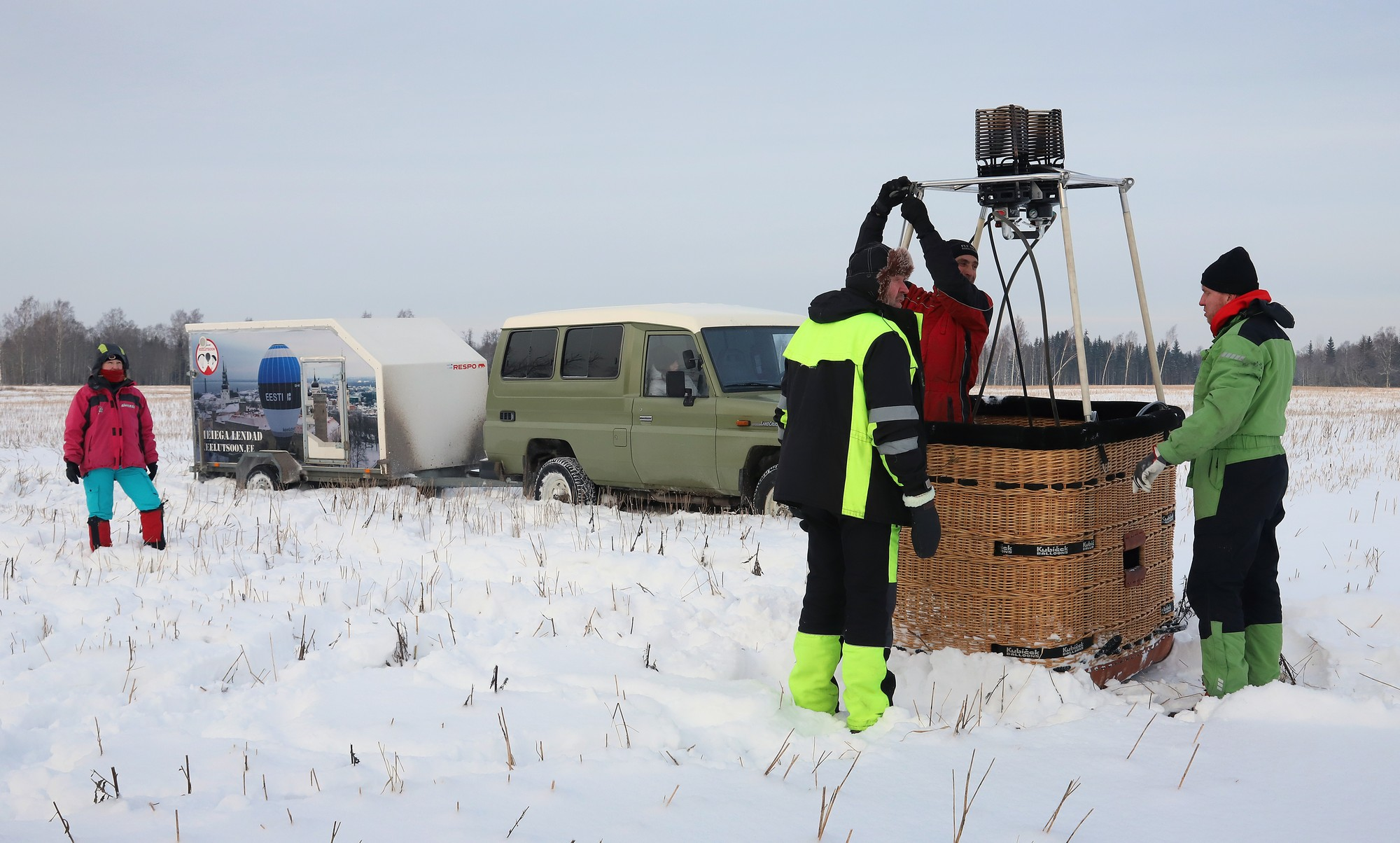
Een zojuist gelande heteluchtballon